# Comitán de Domínguez
Comitán de Domínguez (röviden Comitán) egy város Mexikó Chiapas államának középső részén. 2010-ben lakossága meghaladta a 97 000 főt.

## Földrajz

### Fekvése
A város Mexikó déli részén, Chiapas állam középpontjától kissé délkeletre, a guatemalai határ felé, de attól még távol fekszik. Területe körülbelül 1600 méterrel található a tenger szintje felett, de a vidék délről északra folyamatosan emelkedik. Környékén kelet felé mezőgazdasági területek (délkeleten rétek és legelők), nyugat felé erdők találhatók.

### Éghajlat
A város éghajlata meleg, de nem rendkívül forró, nyáron és ősz elején igen csapadékos. Minden hónapban mértek már legalább 32 °C-os hőséget, de a rekord nem érte el a 38 °C-ot. Az átlagos hőmérsékletek a januári 16,9 és a májusi 21,1 fok között váltakoznak, fagy nem fordul elő. Az évi átlagosan 1066 mm csapadék időbeli eloszlása nagyon egyenetlen: a májustól októberig tartó 6 hónapos időszak alatt hull az éves mennyiség közel 90%-a.
| Hónap                                   | Jan. | Feb. | Már. | Ápr. | Máj. | Jún. | Júl. | Aug. | Szep. | Okt. | Nov. | Dec. | Év   |
| --------------------------------------- | ---- | ---- | ---- | ---- | ---- | ---- | ---- | ---- | ----- | ---- | ---- | ---- | ---- |
| Rekord max. hőmérséklet (°C)            | 32,5 | 33,5 | 35,5 | 37,5 | 36,0 | 34,0 | 36,0 | 32,0 | 32,5  | 33,0 | 33,5 | 32,5 | 37,5 |
| Átlagos max. hőmérséklet (°C)           | 23,8 | 25,3 | 27,6 | 28,7 | 27,9 | 25,7 | 25,0 | 25,7 | 25,3  | 24,5 | 23,9 | 23,6 | 25,6 |
| Átlaghőmérséklet (°C)                   | 16,9 | 18,0 | 19,8 | 21,0 | 21,1 | 20,4 | 19,7 | 20,1 | 20,0  | 18,9 | 17,8 | 17,1 | 19,2 |
| Átlagos min. hőmérséklet (°C)           | 10,1 | 10,7 | 12,0 | 13,4 | 14,3 | 15,0 | 14,5 | 14,6 | 14,6  | 13,3 | 11,7 | 10,5 | 12,9 |
| Rekord min. hőmérséklet (°C)            | 0,5  | 2,0  | 3,5  | 5,0  | 2,0  | 5,5  | 7,0  | 6,0  | 9,0   | 3,0  | 2,0  | 1,5  | 0,5  |
| Átl. csapadékmennyiség (mm)             | 8    | 12   | 18   | 45   | 129  | 217  | 125  | 146  | 221   | 110  | 25   | 11   | 1066 |
| Forrás: Servicio Meteorológico Nacional |      |      |      |      |      |      |      |      |       |      |      |      |      |

## Népesség
A település népessége a közelmúltban folyamatosan és gyorsan növekedett:
| Év   | Lakosság |
| ---- | -------- |
| 1990 | 48 299   |
| 1995 | 62 292   |
| 2000 | 70 311   |
| 2005 | 83 571   |
| 2010 | 97 537   |

## Története
A település régi, maja eredetű neve Balún Canán volt, amelynek jelentése „kilenc csillag helye”. Később navatl eredetű nevet kapott: a Comitlán jelentése „fazekasok helye”, majd ez egyszerűsödött le spanyol hatásra Comitánra. A Domínguez utótagot híres szülötte, Belisario Domínguez tiszteletére kapta 1915. szeptember 3-án, aki a mexikói forradalomban játszott fontos szerepet.
A régi települést celtal indiánok alapították egy mocsárban, de ezt 1486-ban az aztékok leigázták, ők nevezték át Comitlánra. 1528-ban Guatemala konkvisztádorának, Pedro de Alvaradónak a megbízásából a spanyol Pedro de Portocarrero hódította meg a vidéket. 1556-ban számos toholabal indián társaságában egy Diego Tinoco nevű hittérítő telepedett le itt, aki Comitlánt átkeresztelte San Pablo névre, majd 1625-ben Santo Domingo de Comitán lett a legújabb neve. 1813. október 29-én a spanyolországi Cádizban ülésező országgyűlés a ciudad (város) rangot adományozta a településnek, amely egyúttal felvette a Santa María de Comitán nevet is.
Az 1950-es években megépült a városon is keresztülvezető Pánamerikai főútvonal (amelynek az itteni szakasza ma a 190-es főút), 1997-ben felújították a történelmi belvárost, 1999-ben pedig megnyílt a Chiapasi Autonóm Egyetem helyi kampusza. Az első kereskedelmi repülőjárat Mexikóváros és Comitán között 2000-ben indult el.

## Turizmus, látnivalók

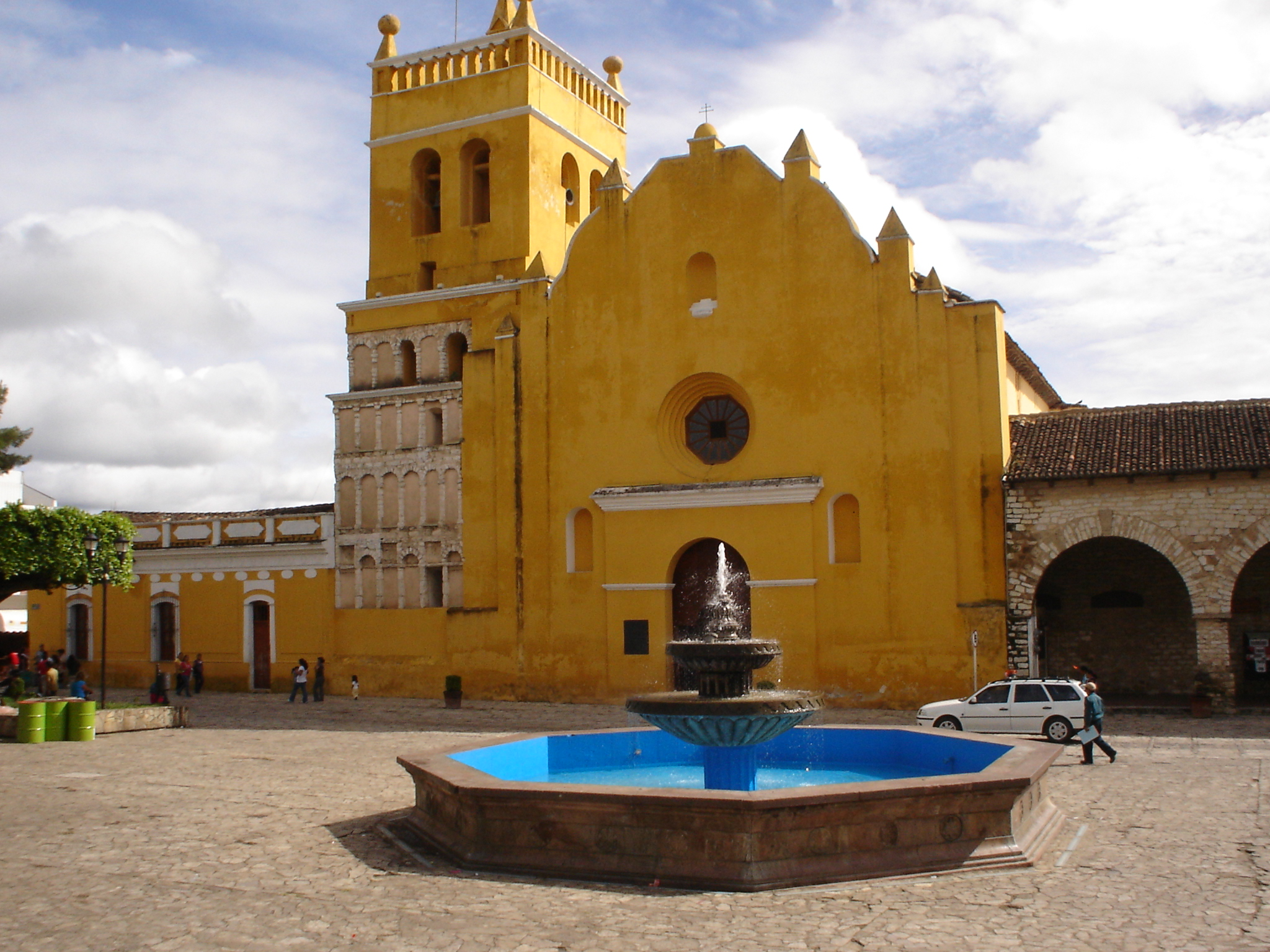
A Szent Domonkos-templom

A városban számos régi műemlék épület található, melyek többsége az 1525 és 1678 között épült, közülük is kiemelkedik a Szent Domonkos-templom, a Szent József-templom és a kálváriatemplom. A történelmi belvárost az egész délkeleti országrész egyik legszebbjének tartják. A város színháza a klasszicista stílusban épült Teatro Junchavín, a kulturális központot az itt nevelkedett Rosario Castellanosról nevezték el. A közelben található a Tenam Puente nevű maja régészeti terület és a Uninajab nevű fürdő is.
Ezen látnivalóknak köszönhetően fontos a város a térség turisztikai központjává vált, így 2012-ben az országos turisztikai titkárságtól (SECTUR) megkapta a Pueblo Mágico címet is.